# Adhemarius dariensis
Adhemarius dariensis är en fjärilsart som beskrevs av Rothschild och Jordan 1915. Adhemarius dariensis ingår i släktet Adhemarius och familjen svärmare. Inga underarter finns listade i Catalogue of Life.